# Mimoropica spinipennis
Mimoropica spinipennis är en skalbaggsart som beskrevs av Stefan von Breuning 1942. Mimoropica spinipennis ingår i släktet Mimoropica och familjen långhorningar. Inga underarter finns listade i Catalogue of Life.